# Spodnje Pijavško
Spodnje Pijavško este o localitate din comuna Krško, Slovenia, cu o populație de 36 de locuitori.